# Cylicomorpha
Cylicomorpha es un género con dos especies de plantas con flores nativo del continente africano.  Comprende 2 especies descritas y  aceptadas.

## Taxonomía
El género fue descrito por Carlos Linneo y publicado en Botanische Jahrbücher für Systematik, Pflanzengeschichte und Pflanzengeographie 30: 115. 1901. La especie tipo es: Cylicomorpha solmsii Urb.

## Especies aceptadas
A continuación se brinda un listado de las especies del género Cylicomorpha aceptadas hasta octubre de 2013, ordenadas alfabéticamente. Para cada una se indica el nombre binomial seguido del autor, abreviado según las convenciones y usos.
- Cylicomorpha parviflora Urb.
- Cylicomorpha solmsii Urb.